# Gnomidolon simplex
Gnomidolon simplex là một loài bọ cánh cứng trong họ Cerambycidae.